# Krzesimir Dębski

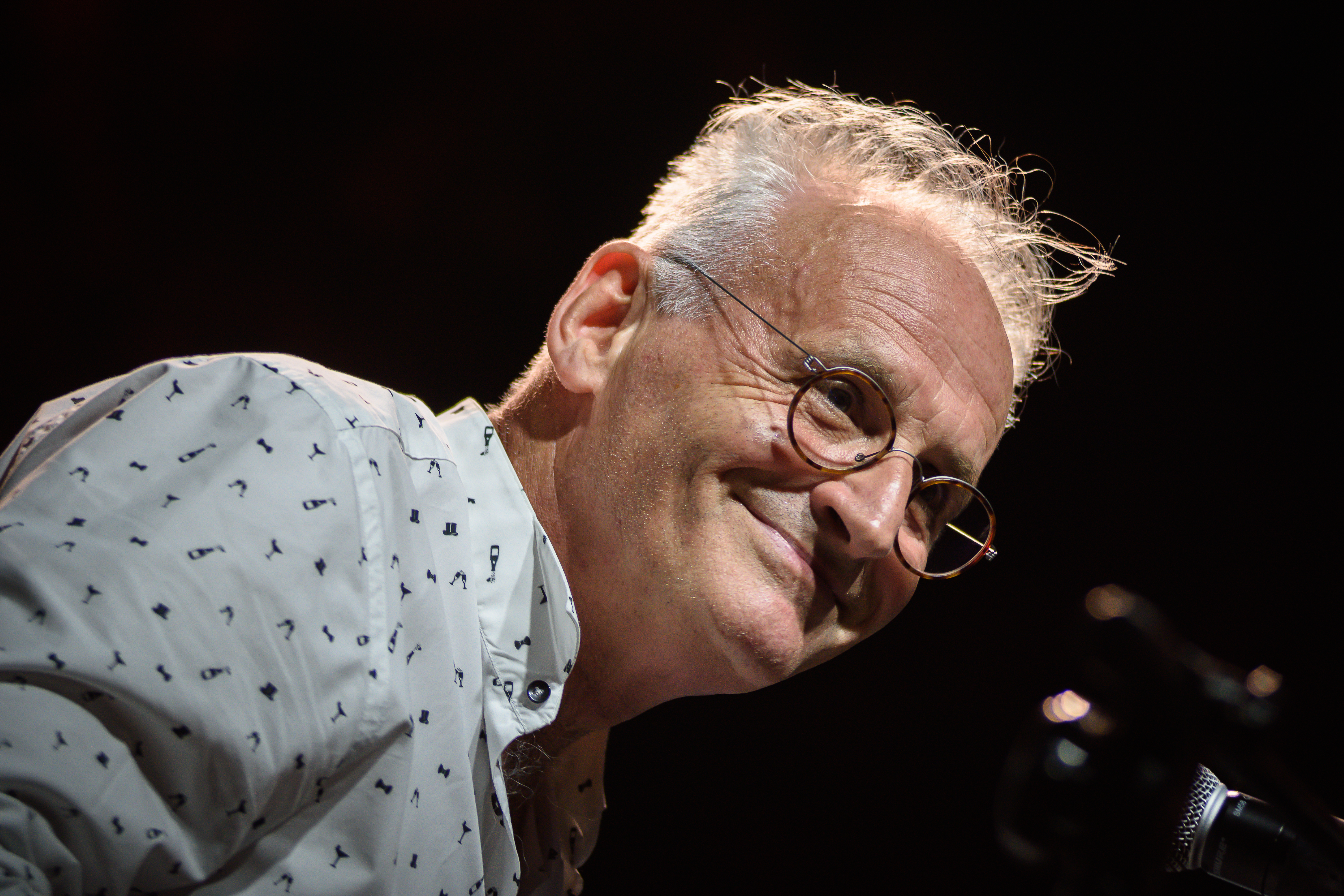
Krzesimir Dębski (2019)

Krzesimir Marcin Dębski (* 26. Oktober 1953 in Wałbrzych) ist ein polnischer Jazz-Violinist, Komponist und Dirigent.

## Leben
Dębski studierte Musik an der Musikakademie Posen. Während des Studiums kam der Violinist in Kontakt mit der polnischen Jazz-Szene. Zunächst spielte er in der Band von Kazimierz Jonkisz. Als Gründer und Bandleader der Band String Connection sorgte er seit 1980 auf zahlreichen Festivals im In- und Ausland für Furore und zählt seitdem zu den besten Jazz-Violinisten der internationalen Jazz-Szene. Bereits 1985 wurde er von dem US-amerikanischen Jazz-Magazin Down Beat in die Top Ten der besten Jazz-Violinisten der Welt gewählt. Seit 1986 ist er vor allem mit seinen eigenen Kompositionen beschäftigt. Neben seinen Jazzstücken entstanden mittlerweile über 40 sinfonische Werke und zahlreiche Filmmusiken. Als Dirigent führte er internationale Orchester und arbeitete mit Künstlern wie José Carreras und Nigel Kennedy zusammen.

## Diskografie (Auswahl)

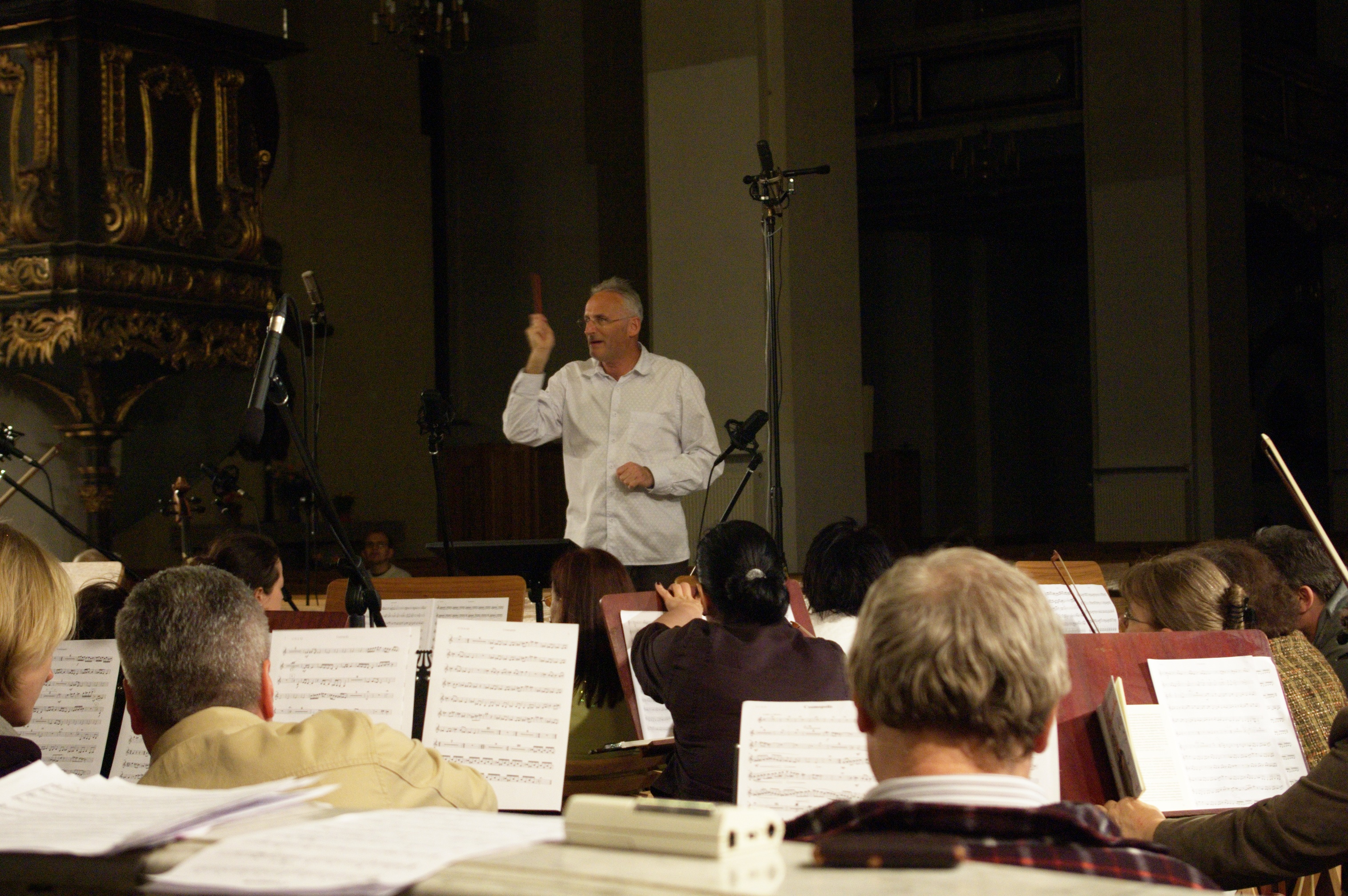
Dębski als Dirigent in Toruń (2008)

- 1984: TRIO (mit String Connection)
- 1986: String Connection Live in Warsaw
- 1991: Montreal Ballad (Dębski-Vasvári Group)
- 1995: The Choir
- 1995: Total Eclipse
- 1996: Blow Up (mit dem Pianisten Rolf Zielke)
- 1998: Witaj Gwiazdo Zlota
- 1999: Ogniem i Mieczem (Platin-Auszeichnung in Polen für über 200.000 verkaufte Exemplare)
- 2000: Fuego
- 2000: Era of Love
- 2002: The Flute Concerto und The Two Stradivarius Concerto
- 2004: Symphony Nihil Homine Mirabilius

## Filmografie (Auswahl)
- 1987: Der kleine Magier (Le jeune magicien) – Regie: Waldemar Dziki
- 1988: King Size (Kingsajz) – Regie: Juliusz Machulski
- 1989: Deja vu – Regie: Juliusz Machulski
- 1991: V.I.P. – Regie: Juliusz Machulski
- 1993: Szwadron – Regie: Juliusz Machulski
- 1995: Die Verwandlungsmaschine (Maszyna zmian) – Regie: Andrzej Maleszka
- 1996: Matka swojej matki – Regie: Robert Gliński
- 1997: Das Geheimnis des Sagala (Tajemnica Sagali) – Regie: Jerzy Łukaszewicz
- 1997: Autoportret z kochanką – Regie: Radosław Piwowarski
- 1998: Ciemna strona Wenus – Regie: Radosław Piwowarski
- 1999: Mit Feuer und Schwert (Ogniem i mieczem) – Regie: Jerzy Hoffman
- 2000: Falkner Thomas (Král sokolů) – Regie: Václav Vorlíček
- 2001: W pustyni i w puszczy – Regie: Gavin Hood
- 2002: Tam i z powrotem – Regie: Wojciech Wójcik
- 2003: Die Wikinger – Angriff der Nordmänner (Stara baśń. Kiedy słońce było bogiem) – Regie: Jerzy Hoffman
- 2003: Der magische Baum (Magiczne drzewo) – Regie: Andrzej Maleszka
- 2011: 1920: Die letzte Schlacht – Regie: Jerzy Hoffman